# Oq-tepa Taszkent
Oq-tepa Taszkent (uzb. «Oq-tepa» Toshkent futbol klubi, ros. Футбольный клуб «Актепа» Ташкент, Futbolnyj Kłub "Aktiepa" Taszkient) – uzbecki klub piłkarski, mający siedzibę w stolicy kraju Taszkent. Założony w roku 2000.

## Historia
Chronologia nazw:
- 2000–...: Oq-tepa Taszkent (ros. «Актепа» Ташкент)

Piłkarski klub Oq-tepa został założony w Taszkencie w 2000 roku. W 2000 zespół debiutował w Drugiej Lidze Uzbekistanu. W 2005 zajął pierwsze miejsce w swojej grupie i awansował do Pierwszej Ligi. W 2009 klub nie uczestniczył w rozgrywkach Pierwszej Ligi, ale już w 2010 ponownie startował w Pierwszej Lidze.

## Sukcesy

### Trofea międzynarodowe
Nie uczestniczył w rozgrywkach azjatyckich (stan na 31-05-2015).

### Trofea krajowe
| \| \| Zdobyte trofea w rozgrywkach Uzbekistanu (stan na: 31-12-2015) \| |                                                                |      |          |
| Rozgrywki                                                               | Osiągnięcie                                                    | Razy | Sezon(y) |
| Mistrzostwo                                                             | I miejsce                                                      | 0    |          |
| Mistrzostwo                                                             | II miejsce                                                     | 0    |          |
| Mistrzostwo                                                             | III miejsce                                                    | 0    |          |
| Puchar                                                                  | zdobywca                                                       | 0    |          |
| Puchar                                                                  | finalista                                                      | 0    |          |
| Puchar                                                                  | 1/4 finału                                                     | 1    | 2014     |
| II liga                                                                 | I miejsce                                                      | 0    |          |
| II liga                                                                 | II miejsce                                                     | 0    |          |
| II liga                                                                 | III miejsce                                                    | 0    |          |
| II liga                                                                 | 4. miejsce                                                     | 1    | 2014     |
| Uzbekistan                                                              | Zdobyte trofea w rozgrywkach Uzbekistanu (stan na: 31-12-2015) |      |          |

## Stadion
Klub rozgrywa swoje mecze domowe na stadionie Oq-tepa w Taszkencie, który może pomieścić 2,000 widzów.

## Piłkarze
Znani piłkarze:
- Avzal Azizov
- Timur Jafarov
- Ildar Magdeev
- Alexander Mochinov
- Shahzod Nurmatov
- Shavkat Raimqulov

## Trenerzy
- 2000–2005:  Rustam Xamdamov
- 2006:  Nizom Nortojiev, Otabek Mansurov
- 2007:  Otabek Mansurov
- 2008:  Ravil Imamov
- 2009: nie uczestniczył
- 2010–2011:  Alexander Mochinov
- 2012:  Voxid Holboev
- 2012:  Farxod Abdurasulov
- 2013:  Aleksandr Tokov
- 2013–02.2014:  Vladimir Anikin
- 02.2014–06.2014:  Alexander Mochinov
- 06.2014–...:  Furkat Esonboev